# Королівство Непал
Королівство Непал — державне утворення що існувало з 1768 до 2008 року, було утворене шляхом розширення Королівства Горкха⁣, а ліквідоване державним переворотом в результаті королівство було знищено, натомість було створено Федеративну Демократичну Республіку Непал.

## Історія

### 18 століття

#### Завоювання І формування Королівства Непал
Королівство Непал було створено у результаті розширення Королівства Горкха на території кількох інших Індуїстських королівств.
Король Прітхві Нараян Шах почав розширення з формування війська, яке провело кілька вдалих битв і з остаточною перемогою в долині Катманду було оголошено створення Королівства Непал. Після формування держави Прітхві Нараян Шах продовжив військову компанію і в 1772 році атакував Королівство Кірата. Війна закінчилася у 1773 році перемогою Непалу.

#### Політична конкуренція
Після смерті короля у 1775 році у країні почалися політичні конфлікти та громадянська війна що призвело до зміни династії.

### 19 століття

#### Режим Тапа
У результаті вбивства короля у 1806 році Бхімсен Тхапа прийшов до влади заснувавши нову династію.

Конкуренція між Непалом і Британською Індією призвела до війни що тривала в період між 1814-1816 роками. Результатом стала капітуляція Непалу і підписання мирного договору за яким переможцям передавалися деякі землі Непалу. 

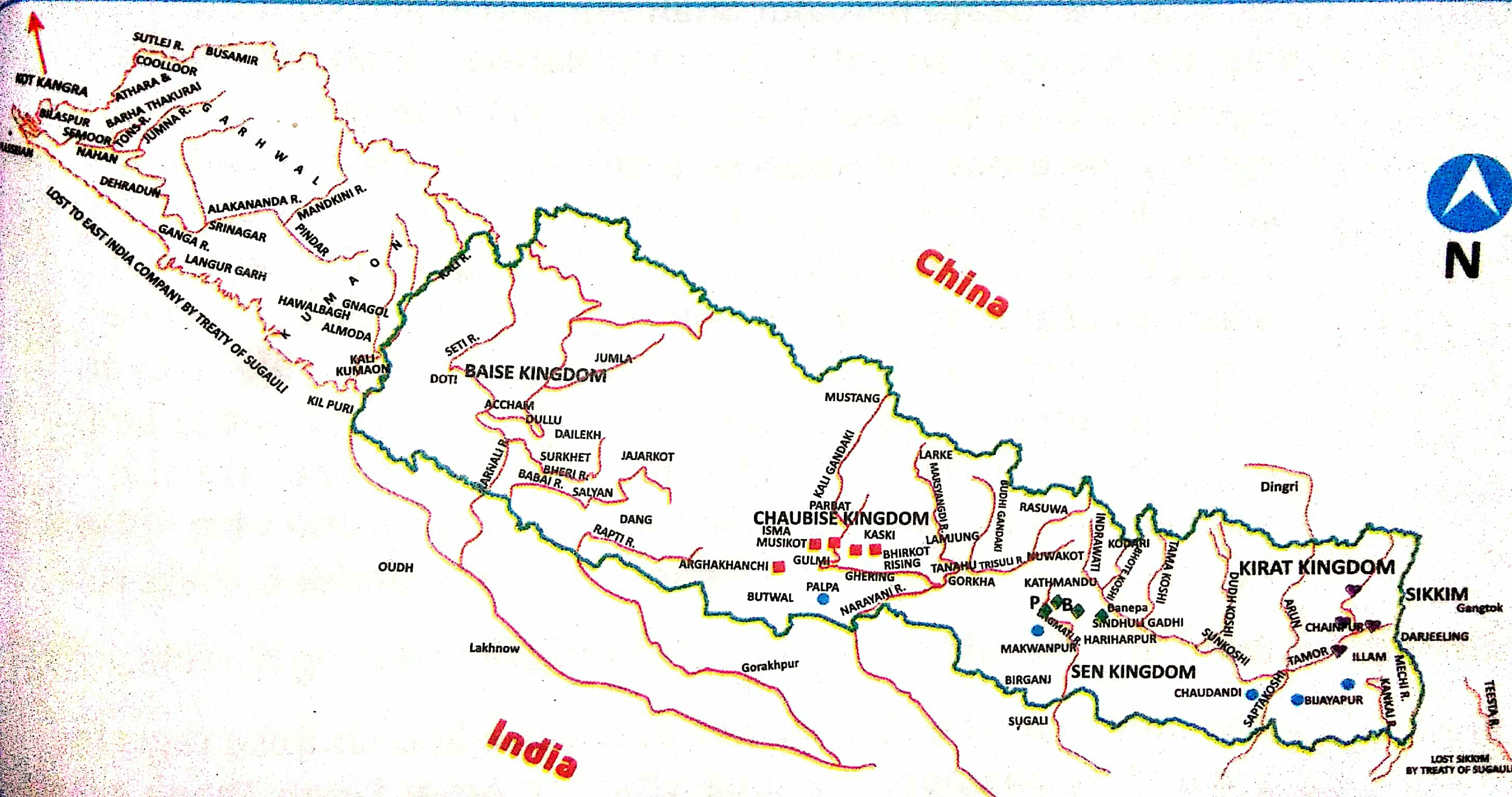
Території Втрачені Непалом після Мирного Договору
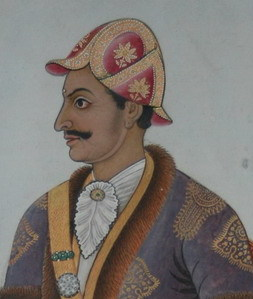
Бхімсен Тхапа

В 1860 році Непалу було повернуто кілька районів за підтримку Британської Індії під час повстання сипаїв.

#### Режим Рана
У 1842 році у королівстві відбувся черговий переворот проти Джанга Бахадура Рана, однак заколот провалився.
У 1855 році відбулася третя непальсько-тибетська війна що скінчилася перемогою Непалу.

### 20 століття

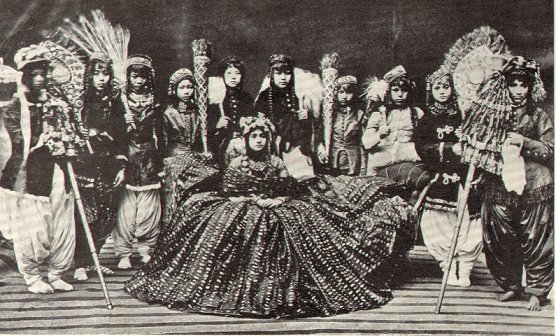
Королева Непалу - 1920 рік

#### Період Реформ
У 1924 році у Непалі було заборонено рабство.
Також у країні відбувалися нові демократичні реформи, а у 1959 році було видано нову конституцію.

#### Нова конституція короля Махендри
У 1960 році король Махедра оголосив демократичну реформу і конституцію не практичними та почав створювати авторитарний режим що знищив усі вільні партії та більшість громадянських свобод.

#### Громадянська Війна
У 90-их роках у Непалі почалося невдоволення урядом, у 1992 році через економічну кризу, безробіття та інші невдачі в уряд почали проходити комуністичні та ліворадикальні сили.
З 1996 року у Непалі почалася Громадянська Війна між маоїстами і монархістами.

### 21 століття

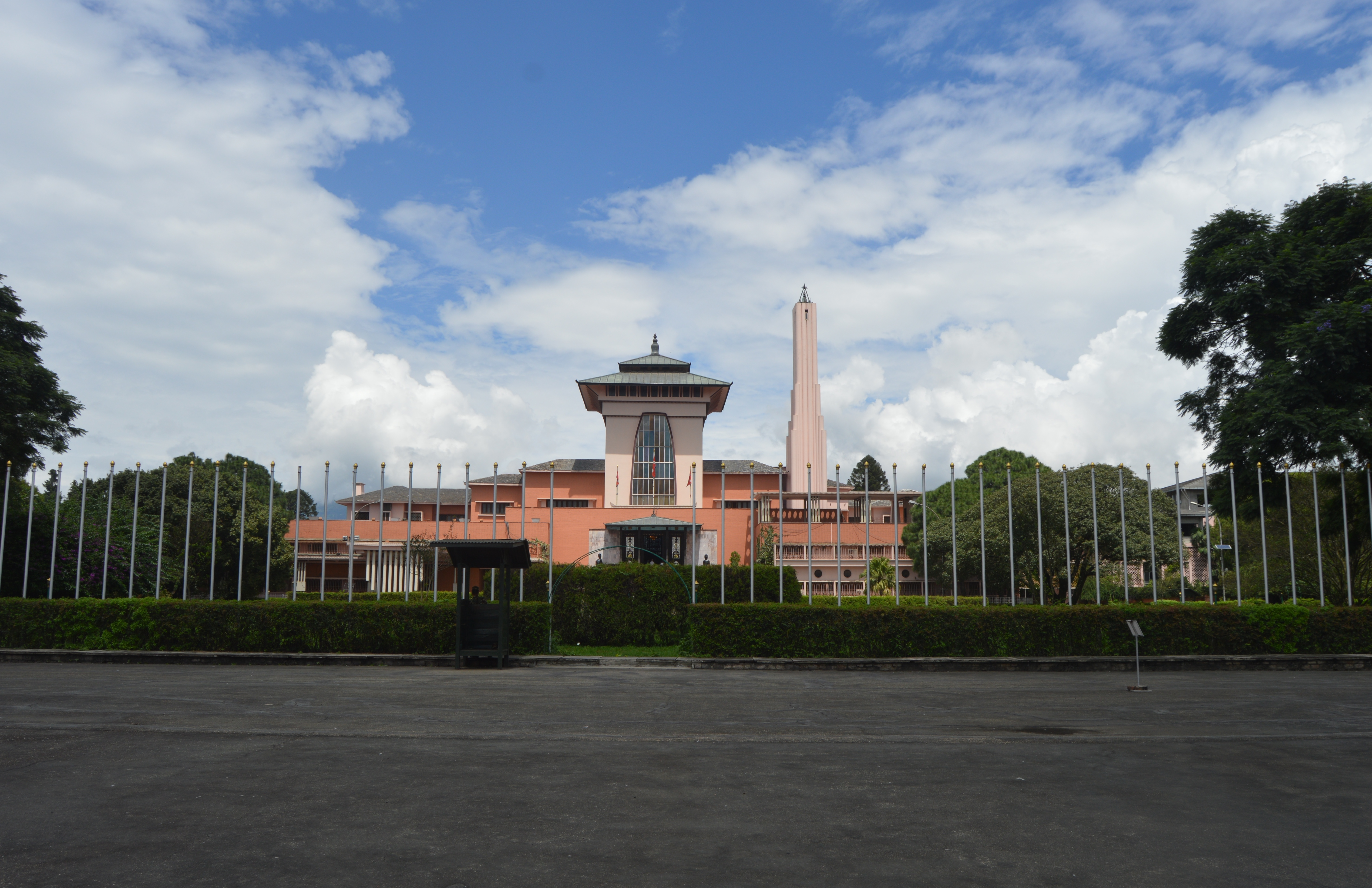
Палац Нараянхіті

#### Скасування Монархії
В період з 2001 до 2005 років монархія значно ослабла та у 2006 році у країні почалася революція.
Остаточно монархію було ліквідовано у 2008 році.

## Адміністративний Поділ
Непал був поділений на 14 зон і 75 районів.

Адміністративний Поділ Королівства Непал

## Галерея

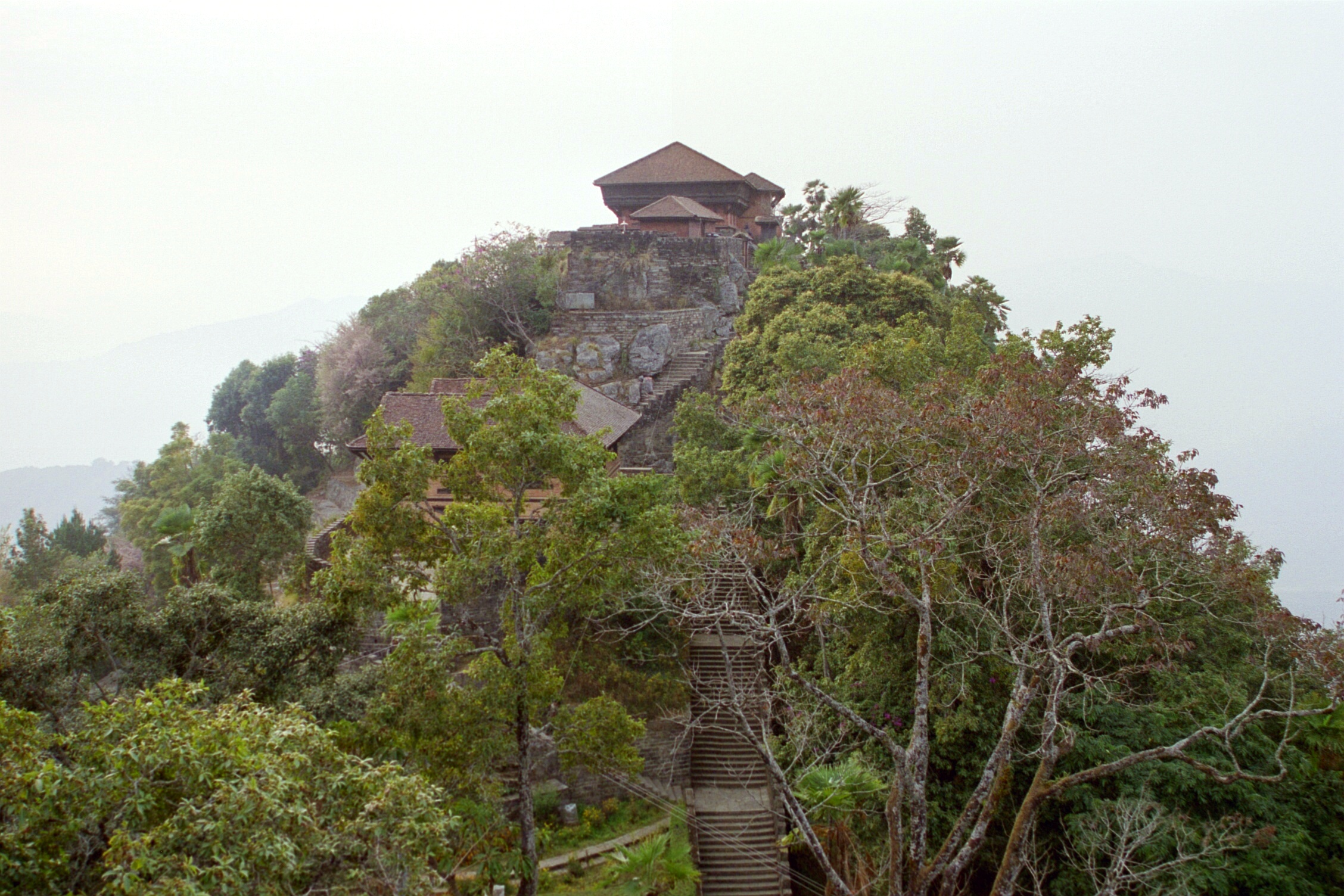
Палац Королів
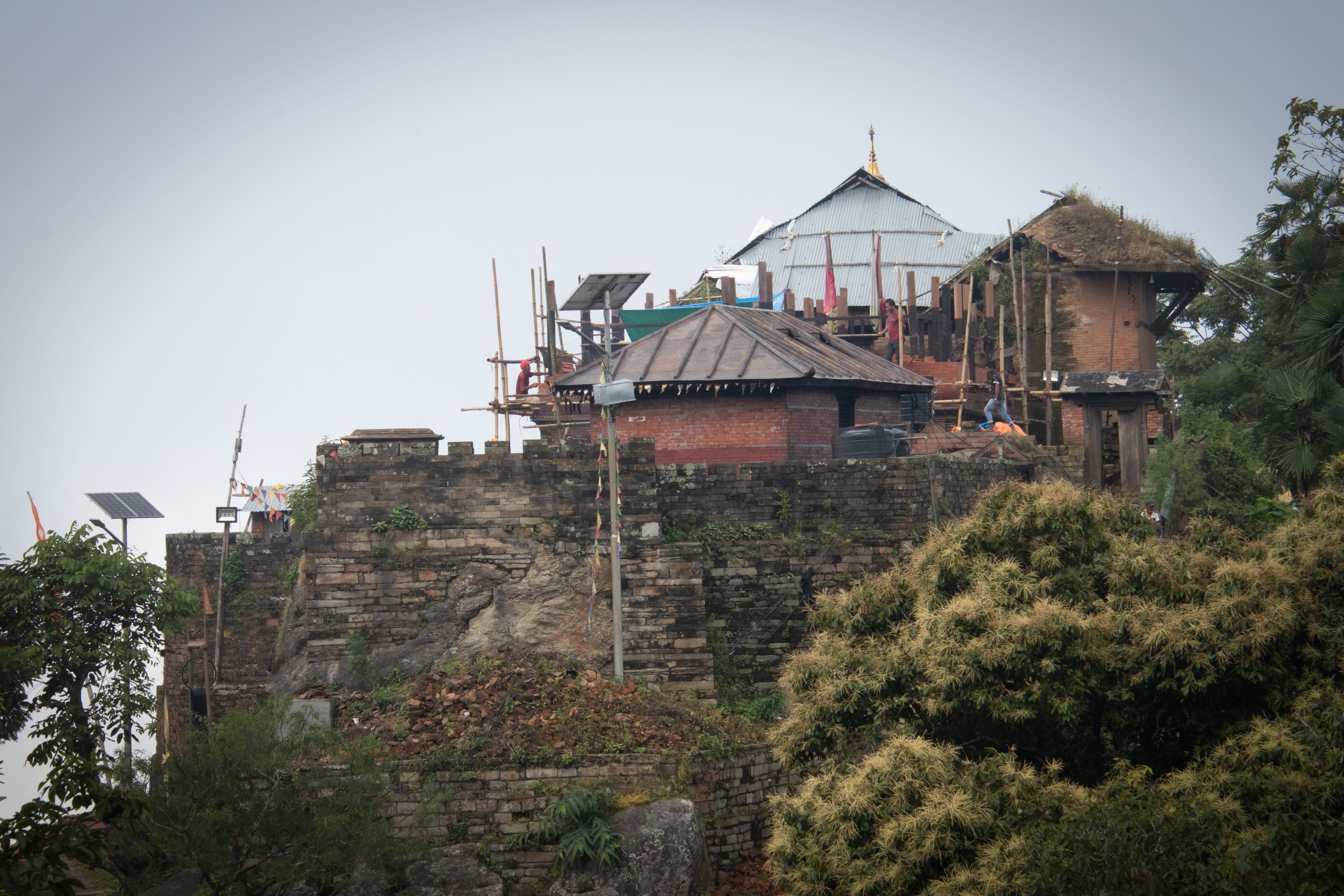
Палац Королів Горкха